# Lena (inslagkrater)
Lena is een inslagkrater op de planeet Venus. Lena werd in 1985 genoemd naar Lena, een Russische meisjesnaam.
De krater heeft een diameter van 15,2 kilometer en bevindt zich tussen Yaroslavna Corona en Hera Dorsa in het quadrangle Bereghinya Planitia (V-8).